# Pagode Sam Cai Vui Cun

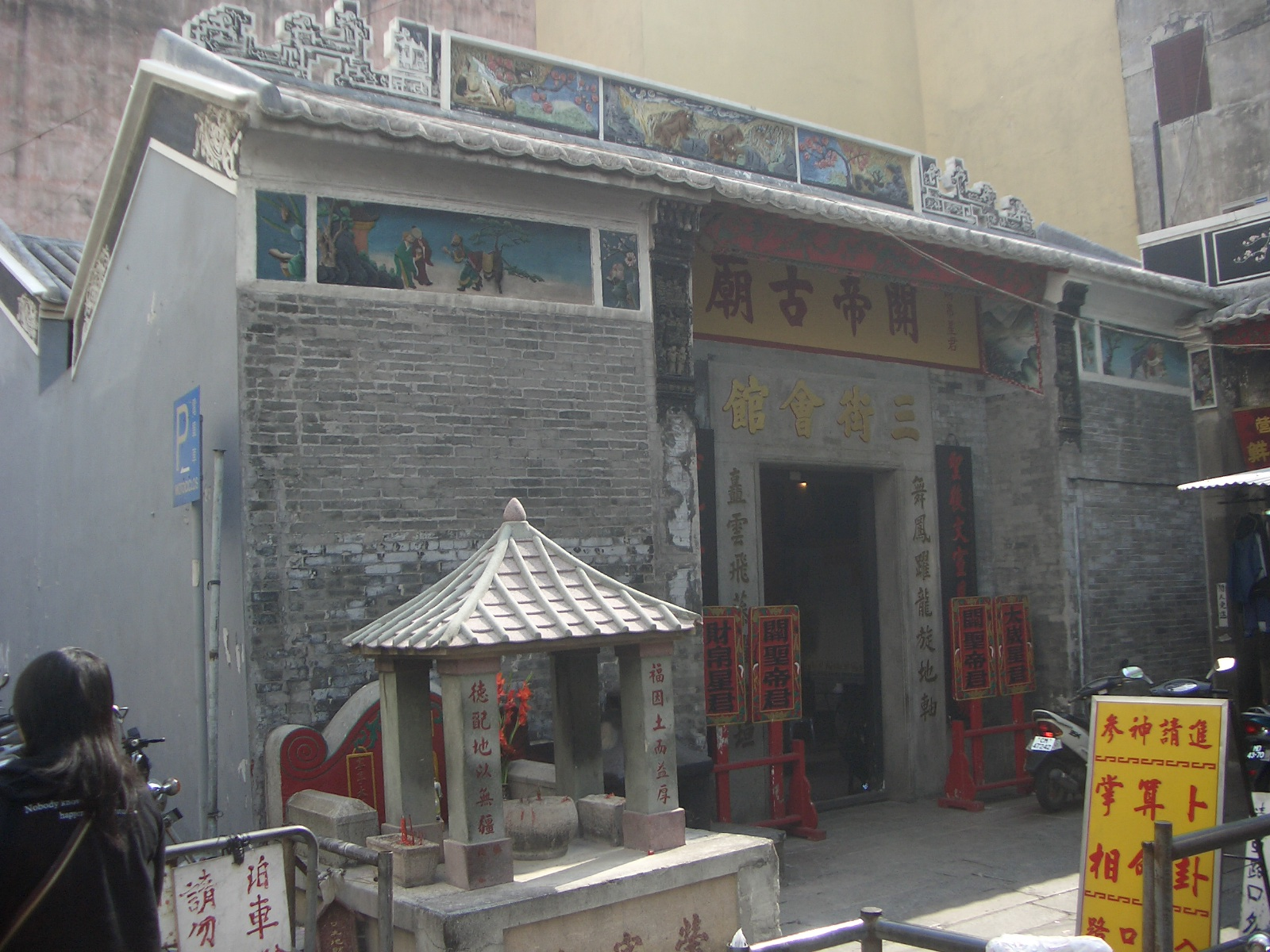
Sam Cai Vui Cun

Pagode Sam Cai Vui Cun is een in 1792 gebouwde taoïstische tempel in Macau, gewijd aan de Chinese god Guandi. Het gebouw diende behalve als tempel, ook als vergaderruimte van de Chinese handelsvereniging van de buurt. De handelsvereniging bestaat niet meer. In de tempel worden naast Guandi, ook de goden Caimianxingjun en Taisui vereerd. Tijdens Chinees nieuwjaar worden op de 8e dag voor de tempel drakendansen gehouden.